# Liste des présidents de la Junte de Castille-et-León
Cet article dresse la liste des titulaires du poste de président de la Junte de Castille-et-León depuis l'approbation de la loi organique du 25 février 1983 établissant le statut d'autonomie de la communauté autonome, jusqu'à aujourd'hui.

## Liste
| Président | Président                 | Dates                                                           | Parti      | Remarque |
| --------- | ------------------------- | --------------------------------------------------------------- | ---------- | --- |
|           | Demetrio Madrid           | 26 mai 1983 - 21 novembre 1986 (3 ans, 5 mois et 26 jours)      | PSCyL-PSOE | Premier président de la Junte Démission pour mise en examen |
|           | José Constantino Nalda    | 21 novembre 1986 - 28 juillet 1987 (8 mois et 7 jours)          | PSCyL-PSOE | Record de brièveté |
|           | José María Aznar          | 28 juillet 1987 - 18 septembre 1989 (2 ans, 1 mois et 21 jours) | APCyL      | Président du Parti populaire (1990-2004) Président du gouvernement (1996-2004) |
|           | Jesús Posada              | 18 septembre 1989 - 8 juillet 1991 (1 an, 9 mois et 20 jours)   | PPCyL      | Ministre de l'Agriculture (1999-2000) Ministre des Administrations publiques (2000-02) Président du Congrès des députés (2011-16)                                                                           |
|           | Juan José Lucas           | 8 juillet 1991 - 28 février 2001 (9 ans, 7 mois et 20 jours)    | PPCyL      | Premier président à finir son mandat Premier président à exercer plusieurs mandats Premier président à disposer d'une majorité absolue Ministre de la Présidence (2001-2002) Président du Sénat (2002-2004) |
|           | Juan Vicente Herrera      | 28 février 2001 - 12 juillet 2019 (18 ans, 4 mois et 14 jours)  | PPCyL      | Record de longévité |
|           | Alfonso Fernández Mañueco | Depuis le 12 juillet 2019 (5 ans, 8 mois et 7 jours)            | PPCyL      | Premier président à la tête d'un gouvernement de coalition |